# Maison de Calliope
La Maison de Calliope (en bulgare, Къщата на Калиопа), aussi appelé Musée de la vie urbaine (en bulgare, Къща-музей „Градския бит на Русе“) est situé à Roussé en Bulgarie.

## Histoire
La maison a été bâtie en 1864.

## Collections
La maison restitue un intérieur de maison de Roussé de la fin du XIXe siècle et du début du XXe siècle. L'étage comporte des fresques datées de 1896.